# Clytie syriaca
Clytie syriaca là một loài bướm đêm trong họ Erebidae.